# Cerseuil
Cerseuil település Franciaországban, Aisne megyében. Lakosainak száma 88 fő (2022. január 1.). Cerseuil Augy, Braine, Couvrelles, Jouaignes, Lesges és Limé községekkel határos.

## Népesség
A település népességének változása:
| Lakosok száma | 81   | 71   | 72   | 85   | 91   | 91   | 89   | 89   | 87   | 88   |
|               | 1968 | 1982 | 1990 | 2006 | 2013 | 2015 | 2017 | 2019 | 2020 | 2022 |